# Єнакієвський коксохімічний завод
Єнакієвський коксохімічний завод (ЄКХЗ) — підприємство коксохімічної галузі промисловості. Розташоване у м. Єнакієве Донецької області.
Одне з найстаріших коксохімічних підприємств Донецької області. Може виробляти близько 20 видів продукції, у т. ч. сульфат амонію. Основний споживач коксу – Єнакієвський МЗ.

## Історія
Історія єнакієвського коксохімічного виробництва розпочинається у 2-й пол. XIX століття з введення в дію почергово дослідних чавуноливарних (1868 закрито з технічних причин) та металургійних (нині «Єнакієвський металургійний завод»; обидва носили ім'я Петра І) заводів. На останньому 1897 діяло 120 коксових печей системи «Дюрі Бернард» добовою продуктивністю 18 тис. пудів коксу. Водночас коксові печі працювали поблизу Софіївського (нині шахта ім. Карла Маркса державного підприємства «Орджонікідзевугілля») і Вірівського рудників.
В 1910–15 роках на Петровському металургійному заводі побудовано коксові печі системи «Еванс–Копе» з вловлюванням бензолу, відділенням попередньої ректифікації сирого бензолу, смолоперегінний цех.
У 1920–30-х роках коксохімічне виробництво Єнакієвського металургійного заводу неодноразово виділяли в окреме підприємство (Староєнакієвський коксохімічний завод).
В 1930 році розпочато спорудження Новоєнакієвського коксохімічного заводу, а 1935 року на ньому вироблено перший кокс.
В 1950 році обидва підприємства об'єднано в Єнакієвський коксохімічний завод. У 1950-х роках там працювало близько 5 тис. осіб, функціонувало понад 30 цехів і відділів.
В 1999 році контрольний пакет підприємства закріплювався на 5-ть років у державній власності.
Від 2001 – ЗАТ із сучасною назвою.
Виробнича потужність ЗАТ «Єнакієвський коксохімпром» дозволяє випускати понад 400 тис. т коксу на рік. За 10 місяців 2002 року завод збільшив виробництво коксу на 109,2%, в порівнянні з аналогічним періодом 2001 року, до 351,4 тис. Т (2,3% загальноукраїнського виробництва). 2001 році завод закінчив із чистим прибутком 13,8 млн грн., Збільшивши виробництво на 15%, в порівнянні з 2000 р.
В 2013 році Метінвест розпочав будівництво нової аглофабрики Єнакієвського металургійного заводу на майданчику коксохімічного виробництва.
У березні 2017 г. «Метінвест» втратив контроль над Єнакієвським КХП.
За інформацією ЗМІ, до осені 2017 р. сформувалася заборгованість із зарплати.
У листопаді 2018 р. у вуглепідготовчому цеху сталася пожежа. Пошкоджено електрощитові та покрівлю.

## Продукція
Нині серед основної продукції – доменний кокс (2008 виготовлено 346,8 тис. т), кокс. горішок (14,6 тис. т), кокс. дріб'язок (20 тис. т), кам'яновугільна смола (12,3 тис. т), сульфат амонію (6,2 тис. т), сирий бензол (5,5 тис. т), СТУ (0,7 тис. т), кам'яновугільне легкосереднє масло (3,3 тис. т), нафталін (1,7 тис. т), антрацен. фракція (8,3 тис. т), електрод. пек (13,8 тис. т), феноляти (41 тис. т).

### Об'єми виробництва
Кокс валовий, суха вага:
- 2012 — 387 тис. т
- 2013 — 515 тис. т
- 2014 — 374 тис. т
- 2015 — 380 тис. т
- 2016 — 428 тис. т

## Експорт
Основні напрями експорту: Сирія, Болгарія, РФ.

## Соціальна інфраструктура
У соціальній сфері – дитячий оздоровчий табір «Ластівка».

## Керівництво
Голова правління – О. Мадар (від 2000).